# Референдумы в Швейцарии (1988)
Референдумы в Швейцарии проходили 12 июня и 3 декабря 1988 года. В июне проходили два референдума: по федеральной резолюции о конституционных принципах относительно координированной транспортной политики и по народной инициативе «о снижении пенсионного возраста до 62 лет для мужчин и до 60 лет для женщин». Оба были отклонены. В декабре прошли референдумы по трём народным инициативам: «против спекуляции на рынке недвижимости», «за сокращение рабочего времени» и «за ограничение иммиграции». Все три инициативы были отвергнуты.

## Результаты

### Июнь: Координированная транспортная политика
| Выбор                                | Голосов   | %    |
| ------------------------------------ | --------- | ---- |
| За                                   | 797 955   | 45,5 |
| Против                               | 955 300   | 54,5 |
| Пустых бюллетеней                    | 32 243    | –    |
| Недействительных бюллетеней          | 2 627     | –    |
| Всего                                | 1 788 125 | 100  |
| Зарегистрированных избирателей/ Явка | 4 267 923 | 41,9 |
| Источник: Nohlen & Stöver            |           |      |

### Июнь: Снижение пенсионного возраста
| Выбор                                | Общее голосование | Общее голосование | Кантоны | Кантоны | Кантоны |
| Выбор                                | Голосов           | %                 | Полных  | Полу-   | Всего   |
| ------------------------------------ | ----------------- | ----------------- | ------- | ------- | ------- |
| За                                   | 624 390           | 35,1              | 2       | 0       | 2       |
| Против                               | 1 153 540         | 64,9              | 18      | 6       | 21      |
| Пустых бюллетеней                    | 12 892            | –                 | –       | –       | –       |
| Недействительных бюллетеней          | 2 609             | –                 | –       | –       | –       |
| Всего                                | 1 793 431         | 100               | 20      | 6       | 23      |
| Зарегистрированных избирателей/ Явка | 4 267 923         | 42,0              | –       | –       | –       |
| Источник: Nohlen & Stöver            |                   |                   |         |         |         |

### Декабрь: Против спекуляций на рынке недвижимости
| Выбор                                | Общее голосование | Общее голосование | Кантоны | Кантоны | Кантоны |
| Выбор                                | Голосов           | %                 | Полных  | Полу-   | Всего   |
| ------------------------------------ | ----------------- | ----------------- | ------- | ------- | ------- |
| За                                   | 686 398           | 30,8              | 0       | 0       | 0       |
| Против                               | 1 543 705         | 69,2              | 20      | 6       | 23      |
| Пустых бюллетеней                    | 31 548            | –                 | –       | –       | –       |
| Недействительных бюллетеней          | 2 278             | –                 | –       | –       | –       |
| Всего                                | 2 263 924         | 100               | 20      | 6       | 23      |
| Зарегистрированных избирателей/ Явка | 4 285 419         | 52,8              | –       | –       | –       |
| Источник: Nohlen & Stöver            |                   |                   |         |         |         |

### Декабрь: За сокращение рабочего времени
| Выбор                                | Общее голосование | Общее голосование | Кантоны | Кантоны | Кантоны |
| Выбор                                | Голосов           | %                 | Полных  | Полу-   | Всего   |
| ------------------------------------ | ----------------- | ----------------- | ------- | ------- | ------- |
| За                                   | 769 264           | 34,3              | 2       | 0       | 2       |
| Против                               | 1 475 536         | 65,7              | 18      | 6       | 21      |
| Пустых бюллетеней                    | 18 677            | –                 | –       | –       | –       |
| Недействительных бюллетеней          | 1 913             | –                 | –       | –       | –       |
| Всего                                | 2 265 390         | 100               | 20      | 6       | 23      |
| Зарегистрированных избирателей/ Явка | 4 285 419         | 52,9              | –       | –       | –       |
| Источник: Nohlen & Stöver            |                   |                   |         |         |         |

### Декабрь: За сокращение иммиграции
| Выбор                                | Общее голосование | Общее голосование | Кантоны | Кантоны | Кантоны |
| Выбор                                | Голосов           | %                 | Полных  | Полу-   | Всего   |
| ------------------------------------ | ----------------- | ----------------- | ------- | ------- | ------- |
| За                                   | 731 929           | 32,7              | 0       | 0       | 0       |
| Против                               | 1 506 492         | 67,3              | 20      | 6       | 23      |
| Пустых бюллетеней                    | 23 752            | –                 | –       | –       | –       |
| Недействительных бюллетеней          | 2 143             | –                 | –       | –       | –       |
| Всего                                | 2 264 316         | 100               | 20      | 6       | 23      |
| Зарегистрированных избирателей/ Явка | 4 285 419         | 52,8              | –       | –       | –       |
| Источник: Nohlen & Stöver            |                   |                   |         |         |         |